# Ditherington
Ditherington es un suburbio de la ciudad de Shrewsbury, la capital del condado de Shropshire, Inglaterra. Es el cuarto distrito más desfavorecido fuera del área metropolitana del condado de Shropshire.
Se ha realizado un considerable trabajo de regeneración en la parte sur de Ditherington, que está cerca del centro de la ciudad de Shrewsbury. Se han producido varios desarrollos residenciales, pero pocos se han terminado.

## Molino de Lino de Ditherington
El Flax Mill ("Molino de Lino", también conocido localmente como "Maltings") es el edificio con estructura de hierro más antiguo del mundo y es visto como el "abuelo de los rascacielos". Fue diseñado por Charles Bage y construido en 1797 para John Marshall de Leeds y sus socios. Es un monumento clasificado sin uso, pero que está en manos de la sociedad English Heritage, que lo mantiene. A largo plazo, se espera que el edificio pueda generar suficiente dinero para ser autosuficiente, pero llegar a esta etapa requerirá una gran inversión.

## Canal
- El Canal de Shrewsbury y Newport terminaba en Ditherington, pero ya no existe.